# Art of Being a Girl
Art of Being a Girl är Rebecca & Fionas tredje studioalbum, utgivet den 7 september 2018 på deras eget skivbolag Stereo Stereo Garbergs AB.
Det gjordes 2019 en extraupplaga på 100ex vita vinyler som är handgraverade och numrerade och gjorda av företaget Govinyl.

## Låtlista
1. Fade Out
2. Stupid
3. Need You
4. Fool's Gold
5. Different
6. Sthlm City
7. Hide
8. All I Ever Wanted
9. Teenage Drama
10. Sorry Not Sorry (bonusspår)
11. Falling on Love (bonusspår)